# マイケル・スコフィールド
マイケル・スコフィールド (Michael Scofield) は、テレビドラマ『プリズン・ブレイク』の主人公。ウェントワース・ミラーが演じている。

## 概要
建築の技師。年齢は30歳。身長186.7cm。潜在制止の機能障害という脳の先天障害と200近いIQが組み合わさったことで生まれた天才。全身のタトゥーはフォックス・リバー州立刑務所の設計図になっている。
両親が不在となった幼少期には、兄は矯正施設に入れられ、マイケルは里子に出されていた。そこで半年間にわたって義父から虐待を受けていたが、実父により助け出されたことが後に明かされる。
シーズン1
銃武装による銀行強盗の罪でフォックスリバー州立刑務所に投獄される。懲役は5年。脱獄の計画をタトゥーにして彫り込み、所内で様々な工作を行って、自身と兄を含む合計8人を脱獄させることに成功する。
シーズン2
脱獄後、500万ドルの在り処を突き止めるものの、Tバッグに奪われてしまう。その後、兄が逮捕されてしまい、父親の部下により助け出され、父親と再開するものの撃たれて父親と死別することになる。副大統領の陰謀により逃亡を続けていたが、パナマに逃亡する。
シーズン3
逃亡後パナマに渡り、SONAに入れられるが脱獄した。再びアメリカに戻る。
シーズン4/ファイナル・ブレイク
シーズン途中で脳に腫瘍があることが発覚し、一時期は生命の危機に晒される。
サラとは次第に惹かれあい、第4シーズンの途中でサラの妊娠が発覚し、ファイナルブレイクで結婚する。最終回では、サラは息子を産んでおり、マイケルと同じ名前だった。そして、サラやリンカーンたちがマイケルの墓参りに来たところで物語は終了した。マイケルの死因は、当初は病死と見られたが、ファイナルブレイクで明かされた。
シーズン5
ファイナルブレイクで死んだと思われていたが、生きていた。

## 人物
冷静沈着で判断力に優れており、事前準備も怠らず、幾度となく危機を乗り越えてきた切れ者。初期の計画が狂って最終的に8人で出る羽目になり、アブルッチの飛行機を使って逃亡しようと企てる。脱獄は何とか成功したが、飛行機に乗り込むことは失敗する。しかし、もしもの時に備えて事前準備をしており、脱走に必要な物（変装用の服や金など）を墓地に隠しているなど念には念を入れており、追跡者を撹乱させるためにあらかじめカードで散財する等偽装工作もしていた。
性格は極めて真面目で、正義感が強く、サラを利用していたことに罪の意識を脱獄後感じていた。また、殺人犯であるセオドア・バッグウェルを計画が狂ったとはいえ脱獄させてしまったことに対しても後悔していた。
元々は悪さばかりしてろくに働かない兄リンカーンを軽視していたが、弁護士であるヴェロニカから自分が大学に進学できたのは死んだと思っていた両親の遺産ではなくリンカーンが工面したものだと知り、陰謀と知った後、兄に恩を返すために脱獄計画を企てる。
フォックス・リバーの設計をしたことがあり、そのことを生かして設計図を元に脱獄の準備をする。
判断力や話術や計画力は優れているが、記憶力は常人を遥かに凌ぐという程ではなく、全身にタトゥーを彫っているのは、情報量が多くて記憶できなかったからである。第4シーズン序盤に、タトゥーは手術によって取り除かれる。
上記のように、優れた人物ではあるのだが、冷酷やずるがしこい一面もあり、とある少年の懇願を受け入れなかったり、脱走時には共に脱獄したトゥイーナーをあっさり見捨て、建築家という地位と好青年ぶりを利用してポープ署長を騙して裏切るなど、全てにおいて完璧というわけではない。また、後に結婚するサラのことも、当初は計画を進める駒でしかなかった。第3シーズンでは、ベリックを陥れたこともある。

## 家族
リンカーン・バローズ
マイケルの兄。
サラ・タンクレディ
マイケルと結婚し、息子のマイクを授かる。
マイク・スコフィールド
マイケルとサラの息子。
アルド・バローズ
リンカーン、マイケルの父。アメリカを裏から牛耳っている「組織」を倒すために戦っていた。リンカーンの死刑執行時に立ち会うなどシーズン1から登場していたが、実際に登場したのはシーズン2で、その後に逃走中に撃たれて兄弟に見守られながら亡くなる。
クリスティーナ・ローズ・スコフィールド
リンカーン、マイケルの母。マイケル同様の天才。シーズン4にて「組織の一員」として登場するが、組織やマイケル一派とスキュラを巡って争奪戦となり、最後はマイケルと銃を向けあって対峙したところを、助けに来たサラに射殺される。